# Џо Мантело
Џозеф Мантело (енгл. Joseph Mantello; Рокфорд, 27. децембар 1962) амерички је глумац и редитељ.

## Биографија
Рођен је 27. децембра 1962. у Рокфорду. Родитељи су му по пореклу Италијани. Одрастао је у католичкој породици. Изјашњава се као геј. Од 2018. живи с Полом Марлоуом, који је власник одевне фирме са Менхетна.

## Филмографија

### Филм
| Улоге Џоа Мантела |              |               |         |                     |
| Година            | Српски назив | Изворни назив | Улога   | Напомена            |
| 1989.             | Колачић      |               | Доминик |                     |
| 1997.             |              |               | —       | редитељ             |
| 2020.             |              |               | —       | редитељ и продуцент |

### Телевизија
| Улоге Џоа Мантела |                                |               |                                   |                    |
| Година            | Српски назив                   | Изворни назив | Улога                             | Напомена           |
| 1990.             |                                |               | —                                 | редитељ; ТВ филм   |
| 1990.             |                                |               | Мики                              | 1 епизода          |
| 1991—1999         | Ред и закон                    |               | јавни правобранилац / Филип Марко | 2 епизоде          |
| 1993.             |                                |               | Адам Олдерберг                    | 1 епизода          |
| 1995.             |                                |               | Ијан Вокер                        | 3 епизоде          |
| 2014.             | Нормално срце                  |               | Мики Маркус                       | ТВ филм            |
| 2020.             | Холивуд                        |               | Дик Самјуелс                      | 7 епизода          |
| 2022.             | Под будним оком                |               | Џон Граф                          | 5 епизода          |
| 2022.             | Америчка хорор прича: Њујорк   |               | Џино Барели                       | 10 епизода         |
| 2024.             | Завада: Капоте против лабудова |               | Џек Данфи                         | предстојећа серија |